# Gran Premi de França del 1969
Resultats del Gran Premi de França de Fórmula 1 de la temporada 1969, disputat al circuit de Clermont-Ferrand el 6 de juliol del 1969.

## Resultats
| Pos | No | Pilot                | Equip          | Voltes | Temps/ Retirada      | Pos. de sortida | Punts |
| --- | -- | -------------------- | -------------- | ------ | -------------------- | --------------- | ----- |
| 1   | 2  | Jackie Stewart       | Matra - Ford   | 38     | 1h 56' 47.4          | 1               | 9     |
| 2   | 7  | Jean-Pierre Beltoise | Matra - Ford   | 38     | + 57.1 s             | 5               | 6     |
| 3   | 11 | Jacky Ickx           | Brabham - Ford | 38     | + 57.3 s             | 4               | 4     |
| 4   | 5  | Bruce McLaren        | McLaren - Ford | 37     | + 1 Volta            | 7               | 3     |
| 5   | 10 | Vic Elford           | McLaren - Ford | 37     | + 1 Volta            | 10              | 2     |
| 6   | 2  | Graham Hill          | Lotus - Ford   | 37     | + 1 Volta            | 8               | 1     |
| 7   | 12 | Silvio Moser         | Brabham - Ford | 36     | + 2 Voltes           | 13              |       |
| 8   | 4  | Denny Hulme          | McLaren - Ford | 35     | + 3 Voltes           | 2               |       |
| 9   | 3  | Jo Siffert           | Lotus - Ford   | 34     | + 4 Voltes           | 9               |       |
| Ret | 6  | Chris Amon           | Ferrari        | 30     | Motor                | 6               |       |
| Ret | 15 | Jochen Rindt         | Lotus - Ford   | 22     | Problemes físics     | 3               |       |
| Ret | 9  | Piers Courage        | Brabham - Ford | 21     | Xassís               | 11              |       |
| Ret | 14 | John Miles           | Lotus - Ford   | 1      | Bomba de combustible | 12              |       |

## Altres
- Pole: Jackie Stewart 3' 00. 6

- Volta ràpida: Jackie Stewart 3' 02. 7 (a la volta 27)